# محیط متخلخل

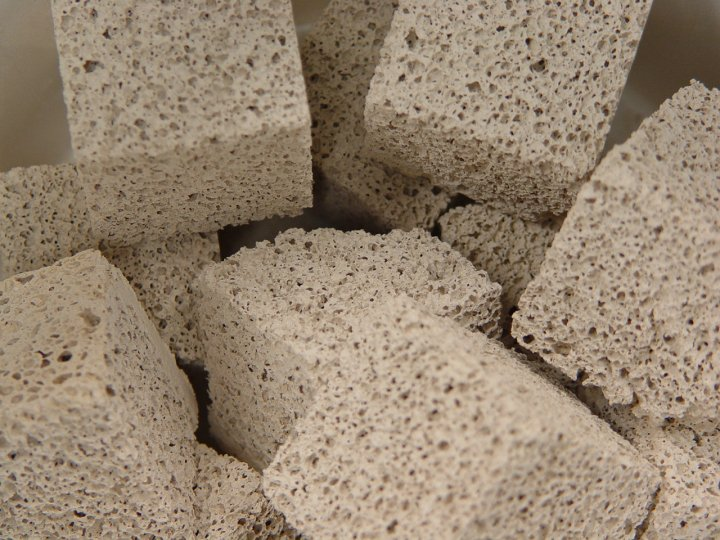
کف سرامیک

محیط متخلخل به یک محیط جامد دارای تخلخل گفته می‌شود. بسته به اینکه محیط متخلخل تحت اثر نیروی‌های بیرونی بتواند شاره‌ها را از خود عبور دهد یا نه، به آن محیط متخلخل تراوا یا محیط متخلخل ناتراوا می‌گویند. محیط‌های متخلخل ممکن است ناپراکنده یا بس‌پراکنده، همگن یا ناهمگن، چندسازه یا حاصل ترکیب ساختارهای متفاوت باشند. 
بسیاری از محیط‌های متخلخلی که در زیست‌فناوری استفاده می‌شوند شکل‌پذیر و تراکم‌پذیر هستند. بیشتر محیط‌های متخلخل زیستی، در شرایط ملایم کشسان هستند. اگر محیط متخلخل کشسان و تراکم‌پذیر باشد، پس از تراکم به شکل و حالت اولیهٔ خود بازمی‌گردد. تفاوت اصلی محیط‌های متخلخلی که از اجزا و بافت زنده تشکل شده‌اند نسبت به محیط متخلخل دیگر این است که علاوه بر واکنش مکانیکی به فشار (که ابر اثر ذات متخلخل محیط پدید می‌آید) واکنش‌های فیزیولوژیک نیز نشان می‌دهند.